# Liste der Naturdenkmale in Niedereschach
| Naturdenkmale | Anzahl |
| ------------- | ------ |
| FND           | 2      |
| END           | 4      |
| Gesamt        | 6      |

Die Liste der Naturdenkmale in Niedereschach nennt die verordneten Naturdenkmale (ND) der im baden-württembergischen Schwarzwald-Baar-Kreis liegenden Gemeinde Niedereschach. In Niedereschach gibt es insgesamt sechs als Naturdenkmal geschützte Objekte, davon zwei flächenhafte Naturdenkmale (FND) und vier Einzelgebilde-Naturdenkmale (END).
Stand: 1. November 2016.

## Flächenhafte Naturdenkmale (FND)
| Name                     | Bild | Kennung     | Einzelheiten  | Position | Fläche Hektar | Datum         |
| ------------------------ | ---- | ----------- | ------------- | -------- | ------------- | ------------- |
| In den Lachen            | BW   | 83260410009 | Niedereschach | ⊙        | 1,0           | 1. Apr. 1987  |
| „Teufental“              |      | 83260410008 | Niedereschach | ⊙        | 1,1           | 26. Aug. 1985 |
| Legende für Naturdenkmal |      |             |               |          |               |               |

## Einzelgebilde (END)
| Name                     | Bild | Kennung     | Einzelheiten                                              | Position | Fläche Hektar | Datum         |
| ------------------------ | ---- | ----------- | --------------------------------------------------------- | -------- | ------------- | ------------- |
| Georgsesche – 1 Esche    | BW   | 83260410001 | Niedereschach                                             | ⊙        | 0,0           | 20. Dez. 1949 |
| Kirchlinden – 2 Tilia    | BW   | 83260410005 | Niedereschach                                             | ⊙        | 0,0           | 10. Dez. 1950 |
| Paulislinde – 1 Linde    | BW   | 83260410002 | Niedereschach                                             | ⊙        | 0,0           | 20. Dez. 1949 |
| Sternfichten – 2 Fichten | BW   | 83260410006 | Niedereschach Nicht mehr in der LUBW-Datenbank vorhanden. | ⊙        | 0,0           | 2. Okt. 1959  |
| Legende für Naturdenkmal |      |             |                                                           |          |               |               |